# Brachysema
Genre
Synonymes
- Gastrolobium R.Br., 1811 (préféré par NCBI)[2]
- Leptosema Benth. (préféré par BioLib)[3]

Brachysema est un genre de plantes à fleurs dicotylédones de la famille des Fabaceae, sous-famille des Faboideae, originaire d'Australie, qui comprend une dizaine d'espèces acceptées.
Ce sont des arbrisseaux ou sous-arbrisseaux pouvant atteindre un mètre de haut.

## Liste d'espèces
Selon The Plant List (31 octobre 2018) :
- Brachysema aphyllum Hook.
- Brachysema bracteolosum F.Muell.
- Brachysema celsianum Lem.
- Brachysema latifolium R.Br.
- Brachysema macrocarpum Benth.
- Brachysema oxylobioides Benth.
- Brachysema praemorsum Meissner
- Brachysema sericeum (Sm.) Domin
- Brachysema subcordatum Benth.
- Brachysema tomentosum Benth.
- Brachysema uniflorum Benth.